# Vipavski rob
Vipavski rob este o arie protejată (arie de protecție specială avifaunistică — SPA) din Slovenia întinsă pe o suprafață de 13.364,12 ha, integral pe uscat.

## Localizare
Centrul sitului Vipavski rob este situat la coordonatele 45°48′48″N 13°59′37″E / 45.8133°N 13.9935°E.

## Înființare
Situl Vipavski rob a fost declarat arie de protecție specială avifaunistică în aprilie 2004 pentru a proteja 20 de specii de animale.

## Biodiversitate
Situată în ecoregiunea continentală, aria protejată nu include niciun habitat protejat.
La baza desemnării sitului se află mai multe specii protejate de  păsări (20): potârnichea de stâncă (Alectoris graeca), fâsă-de-câmp (Anthus campestris), acvilă de munte (Aquila chrysaetos), buha (Bubo bubo), caprimulg (Caprimulgus europaeus), șerpar (Circaetus gallicus), ciocănitoare neagră (Dryocopus martius), presură sură (Emberiza calandra), șoim călător (Falco peregrinus), vulturul pleșuv sur (Gyps fulvus), capîntortură (Jynx torquilla), sfrâncioc roșiatic (Lanius collurio), sfrânciocul cu frunte neagră (Lanius minor), ciocârlie de pădure (Lullula arborea), gaia neagră (Milvus migrans), mierlă de piatră (Monticola saxatilis), mierlă albastră (Monticola solitarius), viespar (Pernis apivorus), ciocănitoare verzuie (Picus canus), pupăză (Upupa epops).